# Myristica umbrosa
Myristica umbrosa är en tvåhjärtbladig växtart som beskrevs av James Sinclair. Myristica umbrosa ingår i släktet Myristica och familjen Myristicaceae. Inga underarter finns listade i Catalogue of Life.